# (32683) 1202 T-1
1202 T-1 (asteroide 32683) é um asteroide da cintura principal. Possui uma excentricidade de 0.09245930 e uma inclinação de 3.26985º.
Este asteroide foi descoberto no dia 25 de março de 1971 por Cornelis Johannes van Houten e Ingrid van Houten-Groeneveld e Tom Gehrels em Palomar.